# Can Viver (l'Ametlla del Vallès)
Can Viver o Mas Viver de la Plaça és un edifici del municipi de l'Ametlla del Vallès (Vallès Oriental) protegit com a bé cultural d'interès local.

## Descripció
És una masia orientada a migdia. Edifici de planta baixa, pis i golfes. La planta és rectangular amb coberta a dues vessants amb proporcions considerables. Enfront hi ha un pati o era tancada per una portada d'arc rebaixat de llenguatge eclèctic. El portal d'entrada de la façana és de mig punt adovellat i les finestres d'arc pla de pedra.
A la façana est, que dona a la plaça Vella, hi ha una balconada i una finestra d'estil gòtic.

## Història
A la talla feta a mitjan segle xvii (1656) es classifica el Mas Viver de la Plaça a la segona categoria, pagant 16 souss, juntament amb el Mas Pagès, Mas Forns i Mas Xammar de Dalt.
Els Viver de la Plaça eren amos també del Mas Arenys.